# Saint-Euphraise-et-Clairizet
Saint-Euphraise-et-Clairizet  là một xã thuộc tỉnh Marne trong vùng Grand Est đông nam nước Pháp. Xã này nằm ở khu vực có độ cao trung bình 117 mét trên mực nước biển.